# Albert Luque
Albert Luque Martos (Terrassa, Španjolska, 11. ožujka 1978.), španjolski je umirovljeni nogometaš.

## Nogometni put

### Newcastle United
U ljeto 2005. prelazi u Newcastle United za 9,5 milijuna funti. Za Newcastle United je debitirao protiv Manchester Uniteda, u debiju postiže gol koji je bio poništen zbog zaleđa.

## Međunardna karijera
Za španjolsku reprezentaciju je nastupio 18 puta, i zabio 2 gola. Nastupio je i na Olimpijskim igrama u Sydneyu 2000.

## Vanjske poveznice
- Profil BDFutbol
- Profil  Arhivirana inačica izvorne stranice od 1. veljače 2009. (Wayback Machine) Soccerbase